# Blake Lively

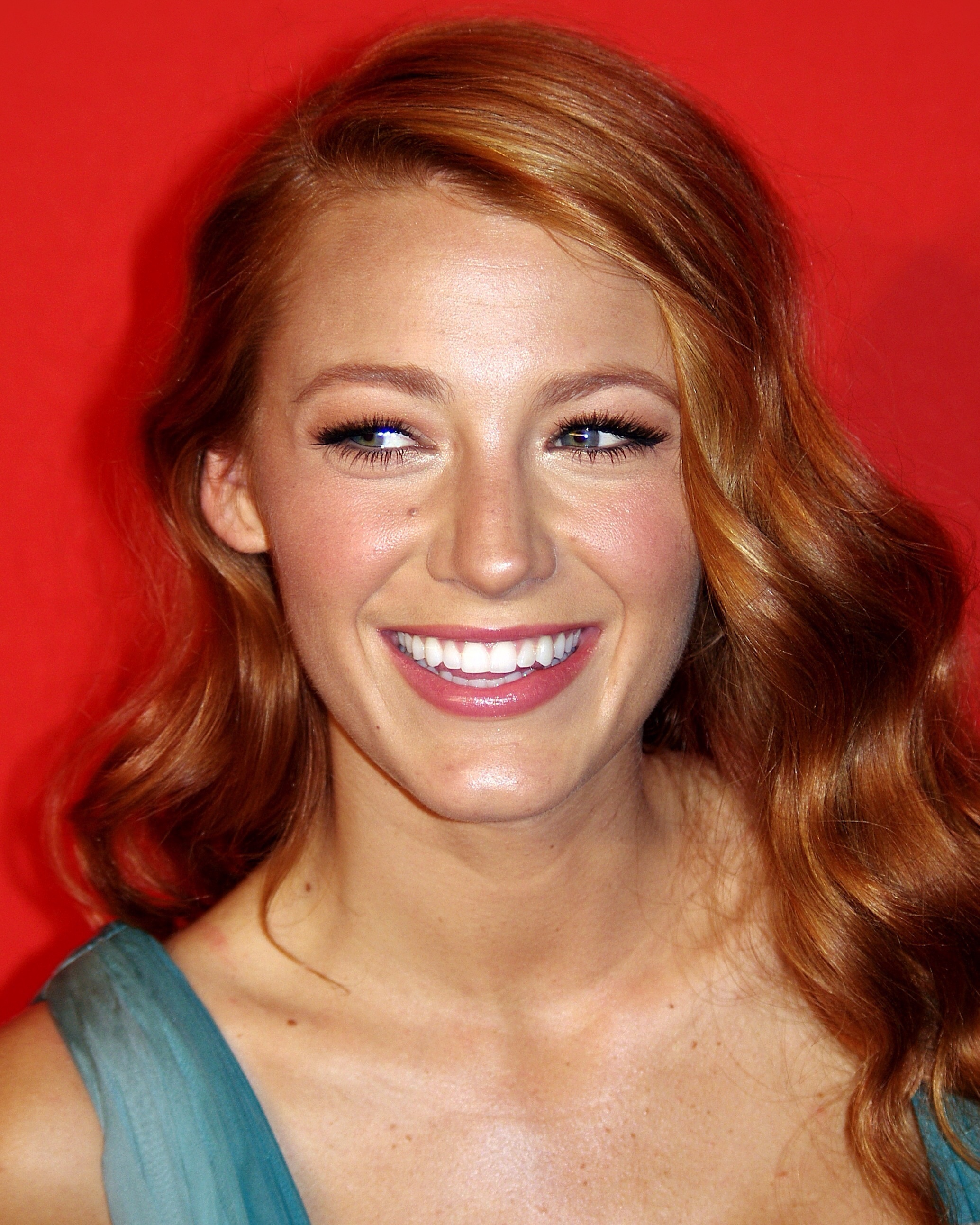
Blake Lively în 2011

Blake Lively (născută Blake Ellender Brown; n. 25 august 1987) este o actriță și manechin american. Ea a jucat ca Serena van der Woodsen in drama  Gossip Girl, și a a jucat in filme  The Sisterhood of the Traveling Pants, The Private Lives of Pippa Lee, The Town, Green Lantern, Accepted, A Simple Favour și Savages.

## Tinerețe
S-a născut în cartierul Tarzana de Los Angeles, California. Este fiica actorului Ernie Lively (NE Ernest Wilson Brown, Jr.) și a soției sale, Elaine (născută McAlpin), care este căutătoare de talente. Blake a fost numită după fratele bunicii sale. Ea are un frate mai mare, Eric, două surori vitrege, Lori și Robyn, și un frate vitreg, Jason. Ambii părinți și toți frații ei sunt, sau au fost, în industria de divertisment.
În timpul copilăriei ei, părinții ei au luat-o cu ei, unde a participat la clasele de actorie unde ei predau pentru că nu au vrut să o lase cu baby-sitter. Lively a spus că orele în care părinții ei au predat au ajutat-o să învețe „exerciții” de acțiune și să-și câștige încrederea în ea. Inițial ea nu a fost deosebit de interesată de actorie și a vrut să urmeze Universitatea Stanford. În timpul verii dintre gimnaziu și liceu, fratele ei și-a rugat agentul s-o trimită la audiții timp de câteva luni. Din aceste audiții, ea a primit rolul Bridget în filmul The Sisterhood of the Traveling Pants.

## Carieră
Lively a început cariera la vârsta de 10 ani, atunci când ea a apărut în 1998 filmul Sandman, care a fost regizat de tatăl lui Lively. Ea descrie rolul ei ca o „parte mică”. Ea a apărut în adaptarea cinematografica a romanului cu acelasi nume The Sisterhood of the Traveling Pants în 2005 ca Bridget, una dintre cele patru lidere de sex feminin. Performanța ei în filmul ia adus o nominalizare pentru un Teen Choice Award pentru Choice Movie Breakout.
În 2006, Lively a jucat cu Justin Long în Accepted, iar Lively a avut roluri minore în film de groază, Simon Says. În timp ce Accepted nu a fost bine primit de critici, performanța ei a continuat câștigând un premiu pentru cel mai bun debutant din partea Hollywood Life. În 2007, ea a jucat unul dintre cele două personaje principale din Elvis and Anabelle ca Anabelle, o fată bulimic care spera pentru a câștiga un concurs de frumusețe.Plin de viață a declarat că acest proces a fost dificil pentru ea, deoarece produsele alimentare sunt "Numărul 1, dragostea vieții mele." MovieLine.com a lăudat interpretarea ei din film și  a creditat-o ca fiind un „rol care a consacrat-o”.
Plină de viață a intrat în seria Gossip Girl, bazată pe seria de carte cu același nume de Cecily von Ziegesar, care a avut premiera în septembrie 2007. Ea a jucat în rolul Serenei van der Woodsen într-o piesă de teatru până în 2012, când spectacolul s-a terminat. În 2009, Lively a reluat rolul ei în continuare The Sisterhood of the Traveling Pant 2. Similar cu primul film, Lively a fost primită pozitiv de critici. În noiembrie 2009, filmul a avut încasări de peste 44 milioane dolari.  În 2009, Lively a apărut ca Gabrielle DiMarco, un rol minor în comedia romantică  New York, I love you o continuare a filmului din 2006 Paris, je t'aime, care a primit recenzii pozitive din partea criticilor, dar a avut încasări sub așteptări..
În octombrie 2009, Lively a început filmările scenelor ei pentru rolul ei ca Kristina "Kris" Coughlin, în filmul 2010  The Town, bazat pe romanul lui Chuck Hogan Prince of Thieves.
În 2011, ea a fost prezentată în revista anuală TIME. În plus, AskMen.com a numit-o cea mai dorită femeie din 2011, iar revista People a numit-o una dintre cele mai frumoase femei la fiecare vârstă. În 2012, ea a jucat în Savages lui Oliver Stone alături de Taylor Kitsch, Aaron Johnson, Salma Hayek, și John Travolta. În același an a a apărut într-un film de scurt metraj în regia anunțată de Nicolas Winding Refn pentru parfumul Gucci. În octombrie 2013, Lively a fost numită noua față a L'Oreal, marcând prima ei campanie majoră de machiaj.
În 2015 Lively a jucat în filmul The Age of Adaline (2015), alături de Michiel Huisman, jucând rolul unei femei care devine nemuritoare. În 2016 joacă în „Din adâncuri”.

## Filmografie
- 1998: Sandman
- 2005: The Sisterhood of the Traveling Pants
- 2006: Accepted
- 2006: Simon Says
- 2007: Elvis and Annabelle
- 2007: Gossip Girl
- 2008: The Sisterhood of the Traveling Pants 2
- 2009: New York, I Love You
- 2009: The Private Lives of Pippa Lee
- 2010: The Town
- 2011: Green Lantern
- 2011: Hick
- 2012: Savages
- 2015: The Age of Adaline
- 2016: The Shallows